# Cheilosia katara
Cheilosia katara är en tvåvingeart som beskrevs av Claussen och Ante Vujic 1993. Cheilosia katara ingår i släktet örtblomflugor, och familjen blomflugor.
Artens utbredningsområde är Grekland. Inga underarter finns listade i Catalogue of Life.